# Gardner (Wisconsin)
Gardner – miasto w Stanach Zjednoczonych, w stanie Wisconsin, w hrabstwie Door.